# Leucania transabaikalensis
Leucania transabaikalensis är en fjärilsart som beskrevs av Otto Staudinger 1892. Leucania transabaikalensis ingår i släktet Leucania och familjen nattflyn. Inga underarter finns listade i Catalogue of Life.